# Piatnitzkysauridae
Piatnitzkysauridae è un'estinta famiglia di dinosauri teropodi megalosauroidi. Tale famiglia fu istituita nel 2012, da Carrano et al. e da allora comprende i tre generi Condorraptor, Marshosaurus e Piatnitzkysaurus. Quest'ultimo genere dà alla famiglia il suo nome. È un sister taxon di Megalosauria

## Descrizione

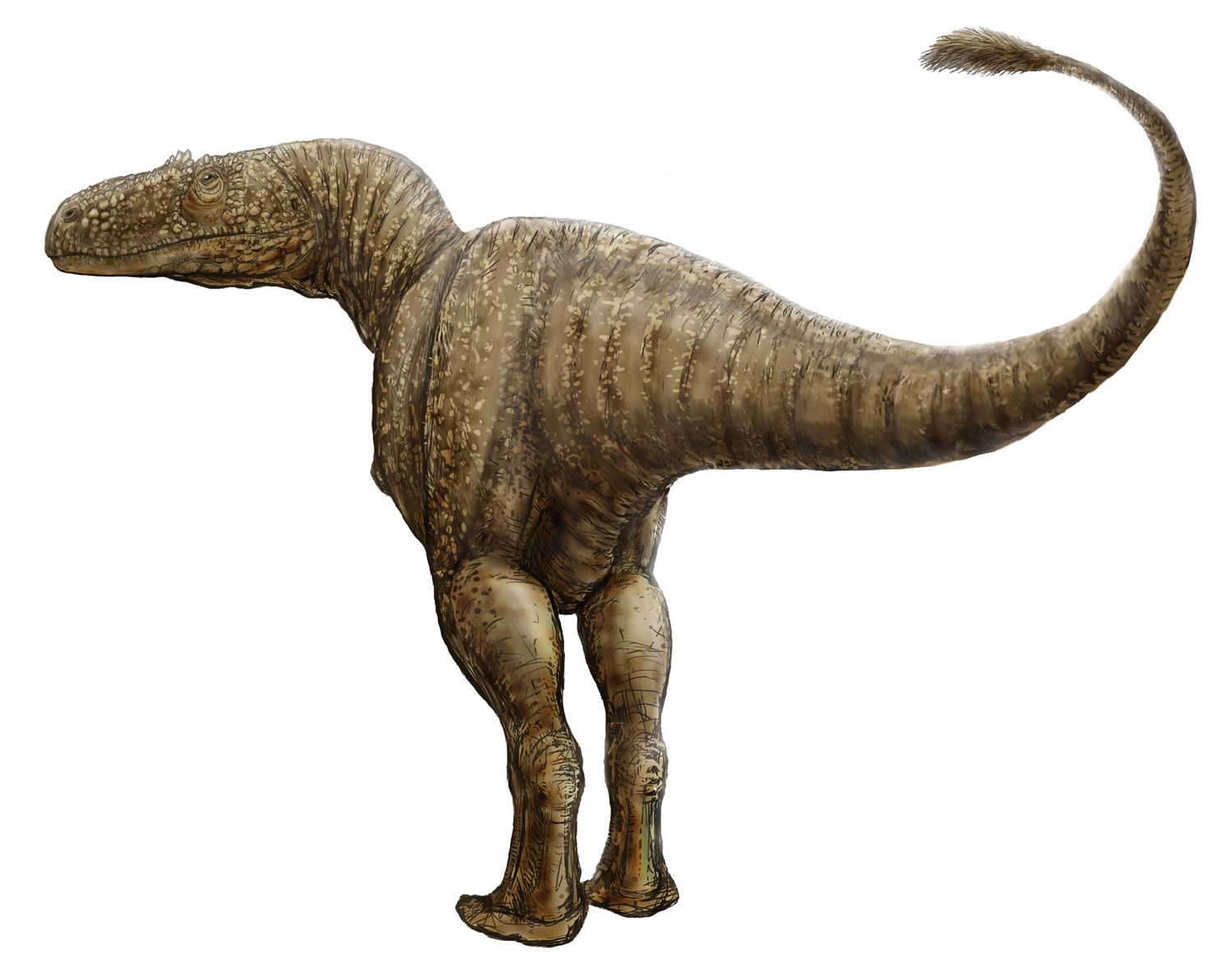
Ricostruzione di Condorraptor, con delle ipotetiche piume

### Distribuzione
Gli esponenti di questa famiglia sono stati ritrovati nei depositi del Giurassico medio in Argentina e in depositi risalenti al Giurassico superiore in Nord America, all'interno della Formazione Morrison.

### Sinapomorfie

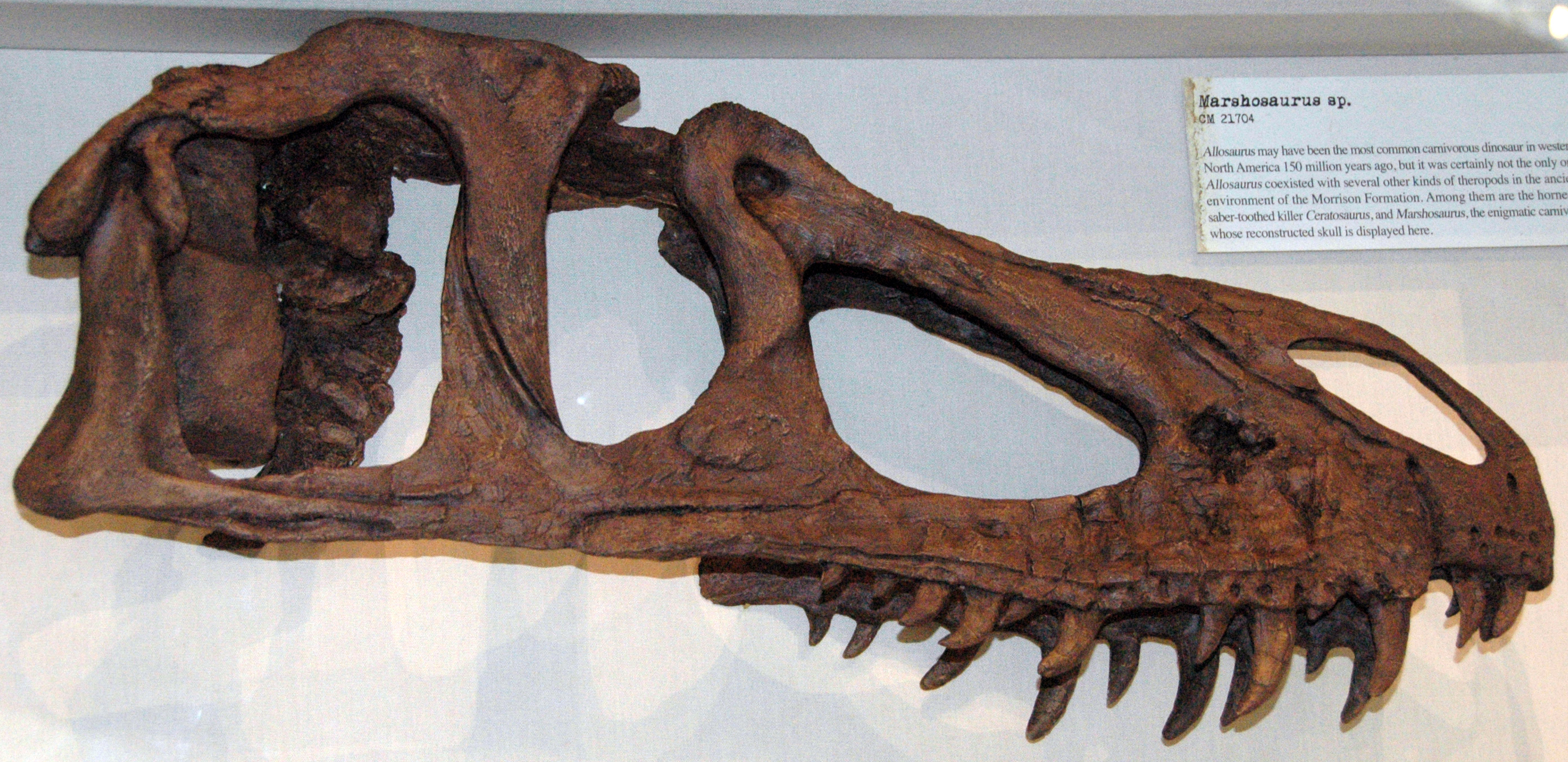
Parte superiore del cranio di Marshosarus

I paleontologi che hanno istituito la famiglia Piatnitzkysauridae hanno diagnosticato diverse sinapomorfie. La prima è la presenza di due file parallele di forami sulla superficie della mascella (carattere ritrovato anche in Eocarcharia e Shaochilong). Un'altra sinapomorfia sono le piastre parodentali verticalmente striati o increspato (riscontrate anche negli abelisauridi, in Megalosaurus e in Proceratosaurus). La terza è la parapophyse ridotta (riscontrata anche nei celofisoidi, in Eustreptospondylus e in Afrovenator). La quarta sono le spine neurali dorsale posteriori inclinate anteriormente (similmente agli allosauroidi). La quinta sono i condili dell'omero distalmente inclinati (come negli allosauridi, in Poekilopleuron e in Fukuiraptor). Inoltre, questi specializzati tetanuri mostrano un'inversione alla condizione primitiva delle seguenti caratteristiche. La prima è un ramo breve o assente del masellare anteriore, un moderato sviluppo della diapofisi assiale, e assenza di pleurocoeli.
La definizione per la famiglia degli Piatnitzkysauridae è: «Tutti i megalosauroidi più strettamente legati a Piatnitzkysaurus rispetto a Spinosaurus o Megalosaurus».